# Daniele Baldelli
Daniele Baldelli (Cattolica, 12 novembre 1953) è un disc jockey italiano.
Ricordato per essere stato uno dei primi DJ in Italia, Baldelli è considerato l'inventore della afro/cosmic.

## Biografia
Baldelli iniziò la sua carriera nel 1969 "mettendo dischi" presso il Tana Club Discotheque di Cattolica, servendosi di due giradischi e anticipando di alcuni anni la nascita del disc jockey moderno. L'anno seguente  fondò il Tabù Club di Cattolica, lavorandovi come disc jockey residente fino al 1975. Nel settembre 1977 Baldelli sostituì, alternandosi con Claudio "Mozart" Rispoli, i disc jockey della Baia degli Angeli Bob Day e Tom Sison, che tornarono negli Stati Uniti. In questo periodo, Baldelli tentò di dare un'impronta personale al suo stile, trasmettendo la musica contenuta nei lati B dei 45 giri oppure brani insoliti. Questo approccio è evidente soprattutto durante i suoi set al Cosmic di Lazise, discoteca per la quale lavorò dal 1979 al 1984, anno della sua chiusura, e nella quale il disc jockey metteva brani, sebbene manipolati nella loro velocità bpm, di artisti come Manu Dibango, Cat Stevens, Kraftwerk, Fela Kuti e Genesis. Secondo molti all'epoca, l'approccio sonoro di Baldelli avrebbe portato alla nascita di un vero e proprio stile, conosciuto come "afro disco" per la presenza di suoni percussivi (questo sebbene egli avesse affermato che in questo stile «di afro c'era ben poco»).
A partire dall'inizio del nuovo millennio, Baldelli avviò a più riprese due collaborazioni con Marco Dionigi e DJ Rocca, che fruttarono alcuni album e singoli. Oggi Daniele Baldelli prosegue la sua attività come disc jockey in tutto il mondo.
Nel dicembre 2024 esce il documentario A Cosmic life in cui Baldelli, e tanti ospiti famosi, raccontano la musica e le discoteche dagli anni 1970 fino ad oggi. 
Baldelli possiede una collezione di 65.000 dischi in vinile.

## Discografia

### Album
- 2003 – Funkadiba Future Funk (con Marco Dionigi)
- 2005 – My Funky Side
- 2006 – Cosmic Sound
- 2009 – Mondo Groove (con Marco Dionigi)
- 2009 – Cosmic Sound Project II
- 2011 – Adaptors: The Music Of Richard Bone (con Marco Dionigi)
- 2011 – Cosmic Eagle
- 2011 – Podalirius (con DJ Rocca)
- 2013 – Back To My Funky Side
- 2015 – Cosmic Drag
- 2017 – It All Happens On A Saturday (con Marco Dionigi, Simon Faz e Dany L)
- 2017 – Quagga (con DJ Rocca)

### EP e singoli
- 2005 – My Funky Side
- 2009 – Cosmic Sound
- 2011 – Space Scribble EP (con DJ Rocca)
- 2013 – Podalirius Remixes Vol. 1 (con DJ Rocca)
- 2014 – Cosmic Drag
- 2015 – Reflexion (con DJ Rocca)
- 2015 – Cosmic Temple / Chapter 1
- 2015 – Cosmic Temple / Chapter 2
- 2016 – Cosmic Temple / Chapter 3
- 2016 – Cosmic Temple / Chapter 4
- 2017 – Cosmic Temple / Chapter 5
- 2017 – Cosmic Temple / Chapter 6

### Antologie
- 2012 – Best Tunes 2012 - The Compilation (con Marco Dionigi)

### DJ Mix
- 2005 – Daniele Baldelli Presents Baia Degli Angeli 1977-1978
- 2007 – Cosmic - The Original
- 2007 – Daniele Baldelli Presents Baia Degli Angeli 1977-1978 - Volume 2
- 2008 – Cosmic Disco?! Cosmic Rock!!! MarcoDionigi/Daniele Baldelli
- 2010 – Cosmic Step 2